# 盎格魯人

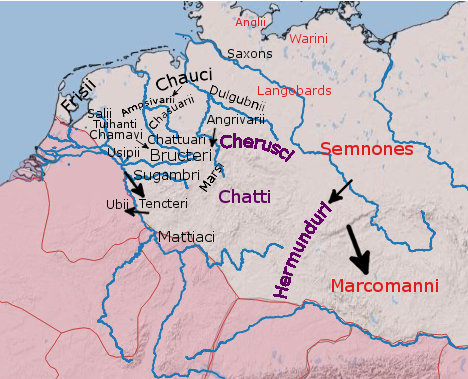
根据1世纪希腊罗马作家的描述日耳曼部落的大致定居位置，红色是苏维汇人部落，紫红色是赫尔米诺人部落

盎格魯人（英語：Angles）是罗马帝国没落后在大不列顛島定居的主要日耳曼人族群之一。他们在盎格鲁-撒克逊英格兰七国时代建立了数个王国。“英格兰”这个名字也源自他们的族群名称，意思是“盎格鲁人的土地”。据塔西陀报道盎格鲁人在移居不列颠岛之前与伦巴第人和塞姆诺内斯人一起居住在今天属于德国北部和丹麦的历史地区石勒苏益格和荷尔斯泰因。

## 词源
盎格鲁这个名字首次出现在塔西陀的著作《日耳曼尼亚志》，他使用拉丁语的形式拉丁語：。一个理论是这个名称来自他们原来居住的地方，今天在日德兰半岛上的安格利亚半岛（今属德国，德语：Angeln，丹麦语： Angel halvøen）。
一些词源理论包括：
1. 它来自日耳曼语族词根“狭窄”，意思是“狭窄的（水域）”，指的是施莱海湾（德语：Schleimünde）。
2. 它来自钩子，指的是安格利亚半岛的形状；印欧语语言学家尤利烏斯·伯克尼（Julius Pokorny）认为它是从原始印歐語词语 * ang-（弯曲的）延申过来的[3]。或者他们的名字来源于他们当时是渔民，或者他们的祖先是渔民[4]。

5世纪里所有入侵不列颠岛的日耳曼部落都被称为英語：、英語：或英語：，他们都说古英语。所有这些名称，包括后来的英格兰，全部是从原始印歐語英語：延申出来的，它的意思是狭窄。
在一份书信中教宗額我略一世把拉丁名称Anglii简化成Angli，它后来继续演化成今天的写法。在拉丁语里英格兰的写法依然是Anglia。阿尔弗雷德大帝翻译保卢斯·奥罗修斯的世界历史使用Angelcynn来描述英格兰人；比德使用Angelfolc，其它的写法包括Engel、Englan、Englaland等等。

## 希腊罗马记载

### 塔西佗

盎格鲁人和朱特人移居英格兰前可能的住地，图上显示了安格利亚半岛和施万森半岛的位置

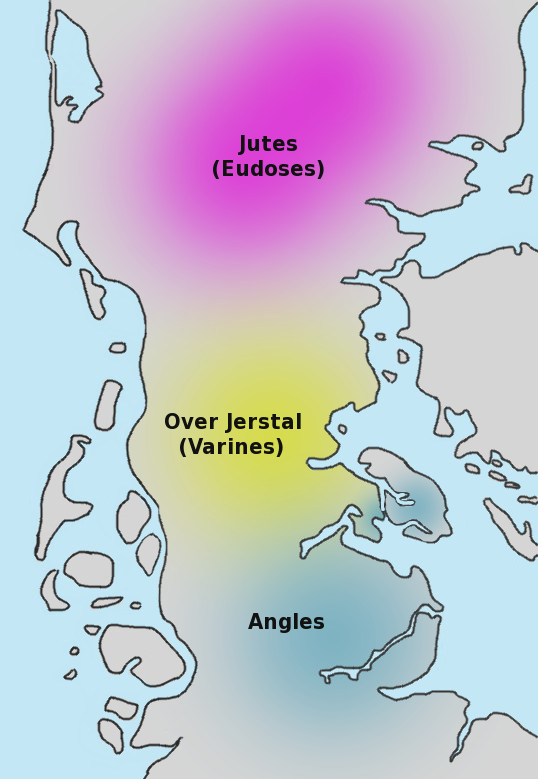
盎格鲁人和朱特人移居英格兰前可能的住地

现知最早提到盎格鲁人的是约公元98年塔西佗在他的《日耳曼尼亚志》第40章中提到。塔西佗说盎格鲁人是与塞姆诺内斯人和伦巴第人相比居住更加遥远的一个苏维汇人部落。塞姆诺内斯人和伦巴第人居住在易北河畔，是罗马人比较熟悉的部落。塔西佗把盎格鲁人与当地的其他部落如朱特人等合并到一起。所有这些部落全部生活在河流和森林后面，因此无法攻击Tacitus ()，Cap. XL</ref>。与盎格鲁人并列的朱特人的名字可能说明他们定居于日德兰半岛上，或者在波罗的海边。
塔西佗没有描写他们精确的地理位置，但是说与其他临近的部落他们崇拜那瑟斯或者大地母亲，这个女神的圣地位于“大洋中的一座岛上”。这个海滨有许多河口、小岛、溪流、岛屿、沼泽和海滩淤泥。对于对这里不熟悉的人来说它很难接近，对于罗马人来说这里非常远，不可知，无法进入，人烟稀少，没有多少经济价值。
大多数学者认为盎格鲁人生活在波罗的海海边，可能是在日德兰半岛的南部。这个观点部分基于4世纪古英语和丹麦传说中提到人物和事件，部分因为塔西佗提到的对那瑟斯的崇拜与考古发现斯堪的纳维亚基督化之前的情况相符合。

### 托勒密
约公元150年克劳狄乌斯·托勒密在他的《地理學指南》（2.10）中对盎格鲁人的描写混乱。在一个段落里苏维汇人盎格鲁部落生活在莱茵河北部和易北河之间的地方，但是显然不住在这两条河的河畔，苏维汇人伦巴第部落住在莱茵河畔他们的西部，而苏维汇人塞姆诺内斯部落住在他们的东边易北河河畔。这个描述出乎意料。但是古德蒙·舒特指出托勒密在另一个段落里说伦巴第人住在易北河和撒克遜人附近。这个说服更加好像是对的，那么这样说的话盎格鲁人也应该住在这附近。由于对这个段落不确定，对盎格鲁人原来的住地也有许多猜测。
一种说法是住在海岸的人或者他们当中的一部分可能在萨勒河河谷以及今天屈夫霍伊瑟县以下温斯特鲁特河河谷组成联盟，形成了盎格鲁图林根王国。一些其它北德的部落名称在这些撒克逊地区也有出现。
另一个可能性是托勒密提到的盎格鲁人与石勒苏益格的盎格鲁人没有关系。尤利烏斯·伯克尼认为盎格鲁是一个很常见的词根，它们都与“弯”有关，而不同部落使用这个词根延申出来的名称。换而言之他们的名字的类似完全是偶然的，并不表示他们是日耳曼人当中同一个部落。古德蒙·舒特分析托勒密的著作时认为托勒密使用不可靠资料因此错误地把盎格鲁人搬到错误的地方。他指出盎格鲁人正确地位于伦巴底人的东北方，但是伦巴底人被两次列入托勒密的著作中。一次正确地描写在易北河下游，另一次错误地描写在莱茵河北部。

## 中世纪记载

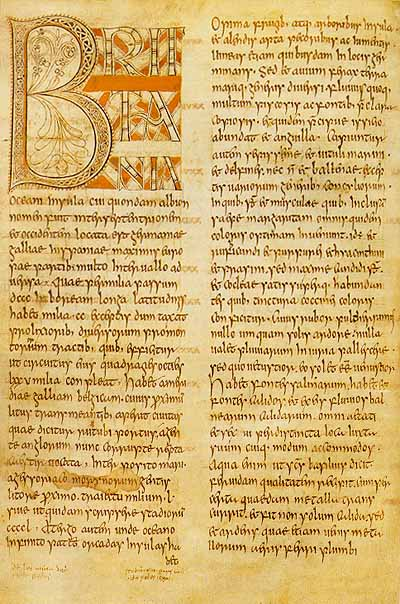
比德的书

比德写道安格鲁人在来到大不列颠之前住在一个叫做安古鲁斯的地方，“这个地方位于朱特人和撒克逊人的省份之间，今天这里没有人住”。在《不列顛人的歷史》中有类似记载。阿尔弗雷德大帝和史学家埃塞尔维尔认定这个地方是石勒苏益格省的安格利亚半岛，这个说法与比德的说法相符合。
挪威航海家黑格兰的奥特拉描述从奧斯陸峽灣去石勒苏益格的两天旅行，他描述了右舷的海岸。阿尔弗雷德注释说“盎格鲁人在到这里之前住在这些岛上”。英语和丹麦语传说中的两名国王也支持这个说法。麥西亞王國的王族自称是这两名国王的后裔，而他们的传说与石勒苏益格安格利亚半岛和伦茨堡有关。丹麦语传说中流传下父子两名石勒苏益格总督的名字，而威塞克斯王國的王族自称他们是这两人的后裔。5世纪里盎格鲁人入侵大不列颠岛，此后他们的名字在欧洲大陆上没有被提到，只有在圖林根王國法规中有“盎格鲁和韦里诺法规即图林根法规”的字样。
传说教宗額我略一世在罗马的市场上偶然看到一群来自德伊勒的安格鲁人儿童被出售。这个故事是比德流传下来的。額我略被这些奴隶的外貌打动，问他们的背景。别人告诉他这些是盎格鲁人，他回到说：“好，因为他们有一张天使的脸，这样的人应该是天堂里天使的后裔”（这里他使用了双关语，因为在拉丁语中盎格鲁人是Angles，而天使是Angelus）。据说这次遭遇促使額我略一世发动向盎格鲁人传教的运动。

## 考古
石勒苏益格有很多4世纪和5世纪遗留下来的史前古迹。在伦茨堡和埃肯弗德间的博格施泰特发现了一个大火葬墓地，里面出土多枚翁和胸针，它们与英格兰基督教前出土的翁和胸针很类似。更重要的是在托尔斯贝格沼泽和尼当沼泽发现的大量古迹，其中包括大量武器、装饰品、服装、农具等，在尼当沼泽还发现了船。通过这些发现可以重新体现盎格鲁人在入侵大不列颠岛之前的文化。

## 英格兰的盎格鲁人王国

盎格鲁人、撒克逊人和朱特人在英格兰的分布

据比德的《历史》等记载盎格鲁人入侵大不列颠岛后分裂成諾森布里亞王國、東盎格利亞王國和麥西亞王國。洛因认为“航海对部落结构不利”，在英格兰显然新的基于部落结构的王国形成。最初在英格兰北部和中部各有两个王国，到7世纪演化成諾森布里亞王國和麥西亞王國两个王国。7世纪条顿人入侵大不列颠岛时諾森布里亞王國保持其主权，但是8世纪麥西亞王國逐渐强盛掩盖諾森布里亞王國。8世纪丹人维京人入侵时这两个王国全部覆灭。在战斗中它们的王族实际上被摧毁，它们的盎格鲁人国民被并入丹麥區。英格兰南部的撒克逊人威塞克斯王國抵挡住丹人的进攻。9世纪末和10世纪初威塞克斯王國击败丹人，把盎格鲁人从丹麦区解放出来。通过与残余盎格鲁王族的婚姻他们使得盎格鲁人接受他们为自己的国王。这标志着老盎格魯-撒克遜人世界的结束和英格蘭人的形成。諾森布里亞和東盎格利亞这些名称沿用至今。諾森布里亞最强盛的时期向北一直延申到今天苏格兰东南部，包括爱丁堡，向南扩展到亨伯河口。
没有去大不列颠岛的盎格鲁人留在他们的家乡，今天这里是日德兰半岛上德国石勒苏益格-荷尔斯泰因州的东北部。今天在弗伦斯堡、石勒苏益格市和施莱海湾的岛屿之间还有一个叫安格利亚半岛的半岛。